# Hydrogène bleu
L'« hydrogène bleu » est le dihydrogène produit par vaporeformage du méthane adjoint d'une capture partielle du dioxyde de carbone produit lors de l'opération, dans le but d'en limiter les émissions. On le distingue de l'« hydrogène gris » produit par vaporeformage du méthane sans captation, de l'« hydrogène noir » produit à partir de source fossile ou d'électricité en émanant, de l'« hydrogène jaune » produit à partir d'énergie nucléaire et de l'« hydrogène vert » produit par électrolyse de l'eau avec de l'électricité d'origine renouvelable.
Le bilan carbone de cette filière énergétique est contesté.

## Contexte
Certains industriels et décideurs mettent en avant la solution de l'« hydrogène bleu » pour produire de l'hydrogène en quantité sans émettre de CO2 et à des prix moins élevés que l'hydrogène vert[réf. nécessaire].
En 2022, seules deux installations fournissent de l’hydrogène « bleu », l’une en Alberta (Canada), opérée par Shell, l’autre au Texas (États-Unis), opérée par Air Products.
ExxonMobil présente le 1er février 2023 un projet de production d'hydrogène « bleu » de plusieurs milliards de dollars qui doit alimenter sa raffinerie de Baytown, près de Houston, au Texas, la deuxième plus grande des États-Unis. Le projet, encore en phase d'étude, est confié au groupe français Technip Energies. La décision finale d'investissement est attendue en 2024 et la livraison en 2027 ou 2028. Ce serait le plus grand projet d'hydrogène bas carbone au monde. Il consiste à capter 7 Mt par an de CO2 émis par le processus industriel, dont l'hydrogène produit est destiné notamment à désoufrer les hydrocarbures ; 98 % du carbone émis serait capté et stocké en sous-sol. Le projet bénéficiera du soutien de l'Inflation Reduction Act (IRA).

## Controverse
Une étude parue dans Energy Science & Engineering a mesuré l’intérêt de cette technologie et conclu que « l’utilisation de l’hydrogène bleu semble difficile à justifier sur le plan climatique ». Tout d'abord parce que l’hypothèse du stockage indéfini du CO2 serait « optimiste et non prouvée ». D'autre part parce que l’extraction et le transport du gaz fossile conduit à des fuites de méthane, qui sont plus importantes dans le cas de l’utilisation d’un procédé de captage du carbone. Dans l'hypothèse la plus optimiste comptant 1,54 % de fuites de méthane, les émissions de l’hydrogène bleu ne seraient que de 18 à 25 % inférieures à celle de l’hydrogène gris. Enfin, l'étude ne prend pas en compte l'empreinte carbone des procédés de captage de carbone et de la création de nouvelles unités de production. L'article conclut : « Au mieux, c’est une distraction qui pourrait retarder les actions nécessaires pour vraiment décarboner l’économie mondiale »,.
En outre, on ne peut pas capter l'intégralité du CO2 produit, et la capture requiert l'utilisation d'un solvant azoté dont la production (par le procédé Haber-Bosch) est très énergivore. Un développement mal géré de l'hydrogène bleu pourrait donc augmenter les émissions tout en créant une nouvelle demande de gaz.